# ATSV Wolfsberg
Der Allgemeine Turn- und Sportverein Wolfsberg, kurz ATSV Wolfsberg, ist ein österreichischer Sportverein aus der Stadt Wolfsberg in Kärnten. Der Fußballverein spielt ab der Saison 2020/21 in der Kärntner Liga. Neben dem Fußball hat der Verein noch die Sektionen Schach, Tennis, Badminton, Tischtennis und Eisschießen.

## Geschichte
Der Verein wurde 1921 von sportbegeisterten Wolfsbergern ins Leben gerufen. Die anfangs kleine Gruppe übte ihren Sport mehr oder weniger im Verborgenen aus. 1923 kam es zur offiziellen Gründung des Arbeiterturnvereins Wolfsberg. Im Vordergrund stand das Männer- und Frauenturnen. Aufgrund der politischen Lage wurde der Verein 1934 aufgelöst. Unmittelbar nach Kriegsende wurde der Verein wieder neu gegründet.

### Fußball
Der ATSV Wolfsberg, der in diversen früheren Berichten auch als „ATUS Wolfsberg“ genannt wird, spielte gleich im ersten vollen Spieljahr nach dem Zweiten Weltkrieg, also 1946/47, in der 1. Klasse, die damals die höchste Spielklasse im Bereich des Kärntner Fußballverbandes (KFV) darstellte. Es kam jedoch der Abstieg, aber postwendend der Wiederaufstieg in die allerdings regional zweigeteilte 1. Klasse, welche jedoch weiterhin höchste Spielklasse auf Landesebene war (höher war nur die im Sommer 1949 neu gegründete Tauernliga).
Klassenzugehörigkeiten:
1946/47: 1. Klasse →
1947/48: 2. Klasse, Gruppe B 1 →
1948/49 bis 1951/52: 1. Klasse, Gruppe B →
1952/53 bis 1955/56: Kärntner Liga 2 →
1956/57 bis 1958/59: 1. Klasse, Gruppe B 3 →
1959/60: Unterliga 4 →
1960/61 bis 1964/65: Kärntner Liga 5 →
1965/66: Unterliga (nach wie vor einteilig) →
1966/67 bis 1976/77: Kärntner Liga →
1976/77 bis 1979/80: Unterliga, Gruppe Ost 6 →
1980/81 bis 1982/83: Kärntner Liga →
1982/83 bis 1986/87: Unterliga Ost →
1987/88 bis 1999/2000: Kärntner Liga →
2000/01 bis 2004/05: Unterliga Ost →
2005/06 bis 2013/14:Kärntner Liga →
2014/15: Regionalliga Mitte →
2015/16: Kärntner Liga
2016/17: Regionalliga Mitte →
2017/18: Kärntner Liga
Der ATSV Wolfsberg entging als Drittletzter zum Ende der Saison 1996/97 dem Abstieg aus der Kärntner Liga, da es in der Regionalliga Mitte zur Fusion zwischen SK Austria Klagenfurt und dem Villacher SV kam, was zur Folge hatte, dass auch die SVG Bleiburg in der RLM verbleiben konnte und somit kein Verein des KFV aus der RLM absteigen musste.
Doch drei Jahre später, mit Ende der Saison 1999/00, musste der ATSV Wolfsberg als Tabellenletzter aus der Kärntner Liga absteigen. Es dauerte fünf Jahre, ehe sich der ATSV Wolfsberg nach der Saison 2004/05 wieder für die Kärntner Landesliga qualifizieren konnte. Als Tabellenzweiter der Unterliga Ost konnte sich der ATSV Wolfsberg in der Relegation gegen den ATUS Nötsch durchsetzen (A 1:1, H 3:0) und war damit ab der Saison 2005/06 wieder in der Kärntner Landesliga vertreten.
Der ATSV Wolfsberg konnte in den Spieljahren 2010/11 und 2012/13 die Meisterschaft der Kärntner Liga jeweils auf dem zweiten Tabellenplatz beenden. In der Saison 2013/14 gelang es dem ATSV Wolfsberg dann, den ersten Platz zu erreichen und als Meister 2014 der Kärntner Landesliga in die Regionalliga Mitte aufzusteigen.
Das erste Spieljahr in der Regionalliga Mitte, die Saison 2014/15, beendete der ATSV Wolfsberg allerdings als Tabellenletzter und musste somit im Sommer 2015 wieder in die Kärntner Landesliga absteigen. Die Saison 2015/16 konnte der ATSV Wolfsberg als Tabellenzweiter der Kärntner Landesliga beenden. Da jedoch der ATUS Ferlach als Meister 2016 freiwillig auf den Aufstieg in die Regionalliga Mitte verzichtete, konnte der ATSV Wolfsberg nach einem Jahr Abwesenheit wieder in diese zurückkehren. In der Saison 2016/17 nahm der ATSV Wolfsberg – gemeinsam mit einem weiteren Verein aus Kärnten, mit sechs Vereinen aus Oberösterreich und mit acht Vereinen aus der Steiermark – an der Meisterschaft in der dritthöchsten Spielklasse in Österreich teil. Allerdings dauerte dieser zweite Anlauf erneut nur ein Jahr, so dass 2017/18 wiederum in der Kärntner Liga gespielt werden muss.

### Handball
1956 wurde der Handballverein von ATSV Wolfsberg österreichischer Vizemeister. Es ist bis heute der größte Erfolg des Vereins. 1961 wurde die Handballsektion aufgelöst.